# Tell Me What Rockers to Swallow
Tell Me What Rockers to Swallow é um DVD da banda Yeah Yeah Yeahs que foi lançado dia 25 de Outubro de 2004, pela Polydor. A "coisa" principal do DVD é um show da banda no The Fillmore em San Francisco (California, EUA). O Dvd foi dirigido por Lace Bangs. A tracklist do show é: 
1. "Y Control"
2. "Black Tongue"
3. "Rockers To Swallow"
4. "Down Boy"
5. "Cold Light"
6. "Machine"
7. "Modern Things"
8. "Cheated Hearts"
9. "Maps"
10. "Date With The Night"
11. "Miles Away"
12. "Poor Song"
13. "Our Time"
14. "Art Star"
15. "Modern Romance"

Músicas Bônus
1. 10x10
2. Rich
3. Black Tongue
4. Sealings
5. Miles Away
6. Tick

Music Videos
1. Maps
2. Date With The Night
3. Y-control
4. Pin

O DVD também tem um documentário "Behind The Scenes" da turnê da banda no Japão, entrevistas com a banda, alguns videoclipes (todos de FTT) e também uma performance da música "Maps" no MTV Movie Awards.